# محطة شبرا الخيمة
محطة مترو شبرا الخيمة هي آخر محطة المترو في الخط الثاني لمترو القاهرة الكبرى في محافظة القليوبية إلى محطة المنيب في محافظة الجيزة.

## نشأة
إنشاء الخط الثاني من مترو أنفاق القاهرة بعد نجاح الخط الأول في التخفيف من مشكلة الزحام التي تعاني منها القاهرة وخفض مستويات التلوث البيئي.